# Citroën Xsara
Citroën Xsara je automobil nižší střední třídy, který vyráběla francouzská automobilka Citroën v letech 1997 až 2005. Xsara nahradila model ZX a vystřídal ji model C4. Vyráběla se jako tří- a pětidveřový hatchback a pětidveřové kombi.
Kombi pod označením break se v prodeji objevilo v roce 1998. Ve stejném roce prošel vůz testem Euro NCAP, kde získal tři hvězdičky. V roce 2000 prošel vůz modernizací a v roce 2003 faceliftem. O rok později začala výroba modelu C4, ale výroba Xsary běžela souběžně tři roky. Z vozu bylo odvozeno také střední MPV Citroën Xsara Picasso.

## Xsara výbavy

### Provedení Hatchback / Break
- X – základní – základní – manuální zrcátka, el. okna s dojezdem u řidiče, bez klimatizace, na stranách monogram Xsara (Veškeré motorizace)
- SX – střední nebo vyšší stř. – el. zrcátko spolujezdce, el. okna s dojezdem, s klimatizací, palubní PC, na stranách monogram Xsara (Veškeré motorizace)
- Exclusive – maximální výbavy, el. vyhřívaná zrcátka nebo i el. sklopná, s regulovanou klimatizací, tempomat, palubní PC, vyhřívaná sedadla, el. okna vpředu s dojezdem, Občas se objevila i navigace. Na stranách monogram Exclusive – výbava byla upravena dle požadavků zákazníka, byla možnost paketů. Tudíž je možno se setkat mnoha modifikacemi.

### Provedení Coupé
- X – základní – manuální zrcátka, el. okna s dojezdem u řidiče, bez klimatizace, na stranách monogram Xsara (Veškeré motorizace)
- VTR – střední – el. zrcátko spolujezdce, el. okna s dojezdem u řidiče, s klimatizací, palubní PC, na stranách monogram VTR (Motory pouze 1,6 16V 80kW, 2.0 HDi 66kW)
- VTS – střední, vyšší stř. nebo maximální – el. vyhřívaná zrcátka nebo i el. sklopná, s regulovanou klimatizací, tempomat, palubní PC, vyhřívaná sedadla, na stranách monogram VTS (Motor 1,6 16V 80 kW a 2.0 16V 120kW nebo 2.0 HDi 80kW)

- Výbava byla upravena dle požadavků zákazníka, byla možnost paketů. Tudíž je možno se setkat mnoha modifikacemi.

## Motory

### Xsara I 1997 – 2000/08

#### Zážehové
- 1,4i (1361 cc) 55 kW (75 hp)
- 1,6i (1587 cc) 66 kW (90 hp)
- 1,8i (1761 cc) 66 kW (90 hp)
- 1,8 16V (1761 cc DOHC) 81 kW (112 hp)
- 2,0 16V (1998 cc DOHC) 97 kW (132 hp)
- 2,0 16V (1998 cc DOHC) 120 kW (163 hp)

#### Vznětové
- 1,9D (1905 cc) 50 kW (67 hp)
- 1,9D (1868 cc) 51 kW (68 hp)
- 1,9D (1905 cc) 55 kW (75 hp)
- 1,9TD (1905 cc) 66 kW (90 hp)
- 2,0HDI (1997 cc) 66 kW (90 hp)

### Xsara II 2000/09 – 2005/06

#### Zážehové
- 1,4i (1361 cc SOHC) 55 kW (75 hp)
- 1,6i 16V (1587 cc DOHC) 80 kW (110 hp)
- 2,0 16V (1998 cc DOHC) 97 kW (132 hp) do 12/2002
- 2,0 16V (1998 cc DOHC) 100 kW (136 hp) od 01/2003
- 2,0 16V (1998 cc DOHC) 122 kW (167 hp)

#### Vznětové
- 1,4HDI 50 kW (67 hp) od 01/2003
- 1,9D (1868 cc) 51 kW (68 hp)
- 1,9D (1868 cc) 53 kW (71 hp)
- 2,0HDI (1997 cc) 66 kW (90 hp)
- 2,0HDI (1997 cc) 80 kW (110 hp)

## Závodní verze

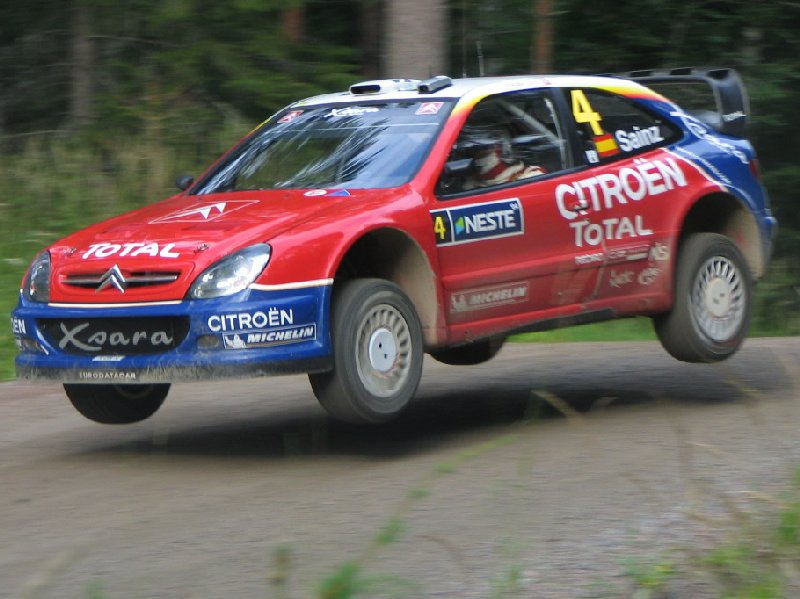
Carlos Sainz ve voze Xsara WRC

Xsary jsou známe zejména pro své úspěchy v rallye. Sebastian Loeb získal s Xsarou WRC tři tituly mistra světa. Xsary WRC byly do šampionátu oficiálně nasazeny až v roce 2003, ale už od roku 2001 je automobilka příležitostně nasazovala v rámci testování. Kromě specifikace WRC se na tratích objevila i slabší Xsara Kit-Car.

### Xsara Kit Car

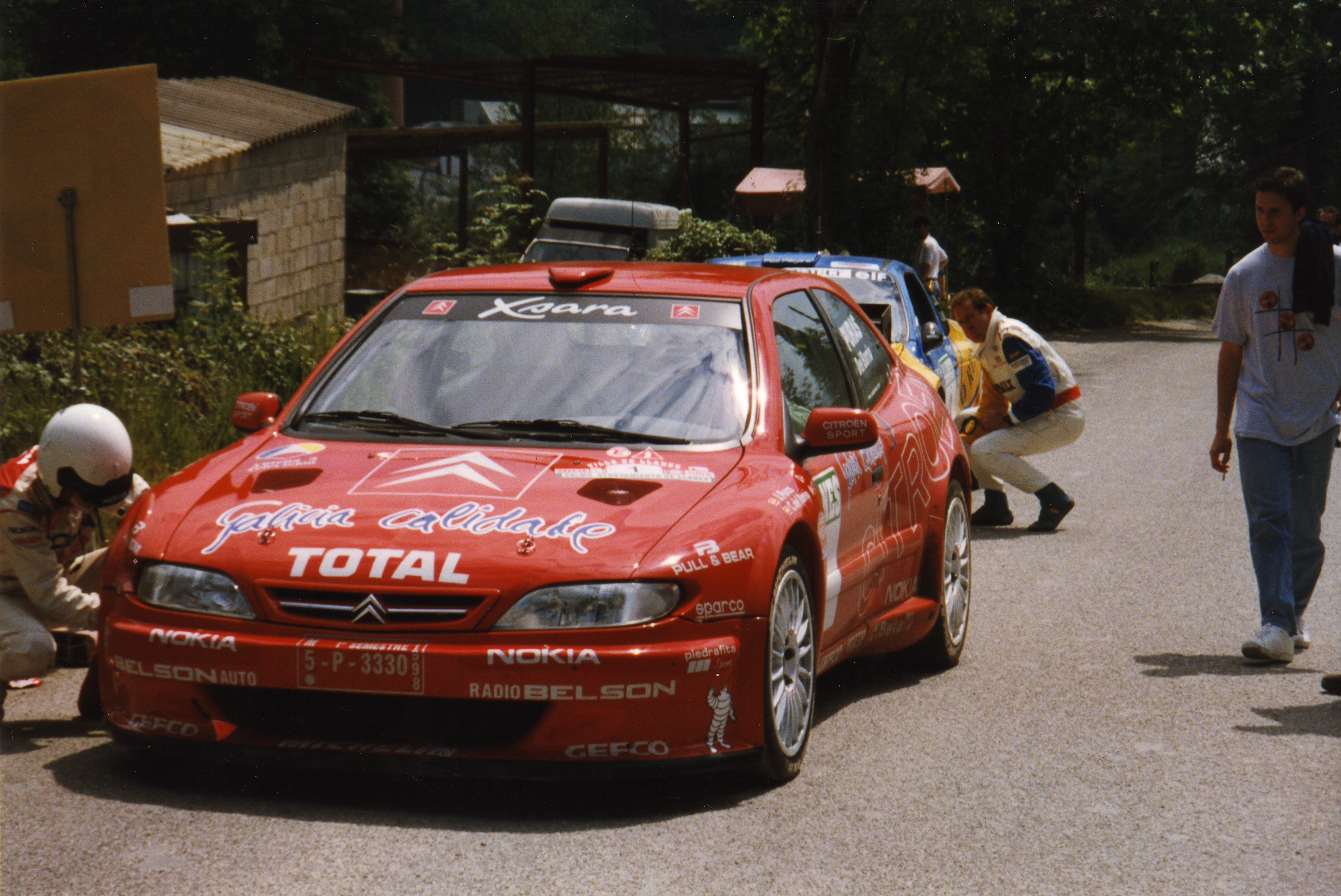
Puras s Kit Carem v roce 1998

Citroën Xsara Kit Car byl posledním automobilem v kategorii dvoulitrových Kit Carů. Jako jediný z nich vyhrál soutěž mistrovství světa v absolutní klasifikaci. Byl vyvíjen zejména pro asfaltové soutěže. Poprvé závodil v roce 1998 na Rally Lyon a zvítězil. Motor byl shodný s vozem Peugeot 306 MAXI a pocházel z vozu Peugeot 405 Mi16. Objem je 1998 cm³ a točivý moment 250Nm. Částečný technický základ vůz převzal od předchůdce Citroënu ZX Kit Car.
Přední aktivní diferenciál má 2 způsoby regulace trakce, když kola proklouznou, je kroutící moment rozdělen na levé nebo pravé kolo. Nejvyšší výkon je 280 koní, což je srovnatelné s vozy WRC. Xsara Kit Car posloužila jako technický základ pro Xsaru T4. Vůz má šestistupňovou převodovku Xtrac. Přední náprava je typu McPherson. Přední brzdy jsou dvojité šestipístkové a jsou chlazené vzduchem i vodou. Hmotnost celého vozu byla 960 kg.
Vůz zvítězil v mistrovství Francie (Phillipe Bugalski) a Španělska (Jesus Puras), byl druhý v mistrovství Evropy a získal dvakrát double v soutěži mistrovství světa ve Francii a ve Španělsku.

### Xsara WRC T4
Jednalo se o vůz, který prakticky splňoval technické podmínky WRC ale kvůli homologaci nesměl startovat jinde, než ve francouzském šampionátu FRC. Tam byl vůz zkoušen a vyvíjen pro mistrovství světa. Přesto se s ním stal Phillipe Bugalski mistrem Francie. Poháněl ho stejný dvoulitr jako v Kit Caru, ale zde byl vyladěn na výkon 221 kW a přeplňovaný turbodmychadlem Garett.
Rozměry
- Délka 4167 mm
- Šířka 1770 mm
- Rozvor 2555 mm
- Hmotnost 1230 kg

### Xsara WRC
Xsaru WRC pohání zážehový čtyřválec o objemu 1998 cm³ přeplňovaný turbodmychadlem Garett. Ten dosahuje výkonu 221 kW (300 k). Převodovka je šestistupňová sekvenční Xtrac. Vůz používá pneumatiky Michelin. Homologován byl v březnu 2001 a poprvé se objevil v rámci testování v roce 2000 na Rally Lyon. Od Mistrovství světa v rallye 2002 se vůz účastnil šampionátu častěji a dokonce i zvítězil, ale poprvé se kompletního šampionátu účastnil v Mistrovství světa v rallye 2003. Sebastian Loeb s tímto vozem získal 3 tituly mistra světa.
Rozměry
- Délka – 4167 mm
- Šířka – 1770 mm
- Rozvor – 2555 mm
- Hmotnost – 1230 kg (minimální povolená)